# Irredentismo italiano in Svizzera
L'Irredentismo italiano in Svizzera fu l'espressione del movimento irredentista e italianista, scaturito dal Risorgimento, che promuoveva l'unione della Svizzera italiana al Regno d'Italia. Esponenti furono attivi soprattutto in Canton Ticino e, in misura minore, nel Canton Grigioni e in Vallese.

## Inquadramento
L'attuale Svizzera italiana appartenne al Ducato di Milano fino al XVI secolo, quando entrò a fare parte della Confederazione Elvetica. Tali territori hanno mantenuto la propria popolazione autoctona italiana parlante la lingua italiana e la lingua lombarda, specificamente il dialetto ticinese.

## L'Ottocento
Nella seconda metà del XIX secolo gli ideali risorgimentali tesi a unificare sotto Casa Savoia tutti gli italiani portarono allo sviluppo dell'Irredentismo italiano. L'irredentismo ottocentesco era basato su moderati ideali risorgimentali e promosso da italo-ticinesi come Adolfo Carmine e finanche da Gabriele D'Annunzio; fu sostituito fin dalla fine degli anni venti da modelli ispirati al Fascismo. 
Dopo la Grande Guerra si sviluppò in Ticino una forte rivendicazione nei confronti di Berna in opposizione all'«intedeschimento» degli italofoni e un sentimento di necessità di difendere l'italianità di questo Cantone periferico.
Ad essere interessati dall'Irredentismo italiano e i suoi legami con il Risorgimento furono essenzialmente i numerosi immigrati italiani nel Canton Ticino. La massima rappresentante di questo Irredentismo italiano in Svizzera fu, infatti, Teresina Bontempi, figlia di italiani emigrati a Locarno. I ticinesi cercavano al contrario maggiore autonomia da Berna, ma sempre restando entro i confini svizzeri, secondo il motto tradizionale "Liberi e Svizzeri".

## Il Novecento
Nei primi decenni del nuovo secolo, un gruppo di ticinesi e italiani (Teresina Bontempi, Rosetta Colombi, Adolfo Carmine, Giuseppe Prezzolini, Francesco Chiesa, Carlo Salvioni, Giuseppe Zoppi e altri) diedero vita a una lunga serie di prese di posizione su giornali e riviste. Fra queste spiccava L'Adula, fondata nel 1912, che promosse le rivendicazioni politiche ticinesi del 1924, sostenute da tutti i partiti ticinesi. Per timore che queste rivendicazioni finissero per essere sostenute da Benito Mussolini, da poco asceso al potere in Italia, la Confederazione diede ampia soddisfazione al Ticino.
Nondimeno, la massima presenza dell'Irredentismo si registrò proprio negli anni trenta del XX secolo. Dopo la vittoria del nazional-socialismo in Germania, seguì nella Svizzera tedesca la nascita del Fronte Nazionale; nei territori italofoni e lombardofoni venne invece fondato il Partito Fascista Ticinese che ricevette l'appoggio finanziario di Benito Mussolini.

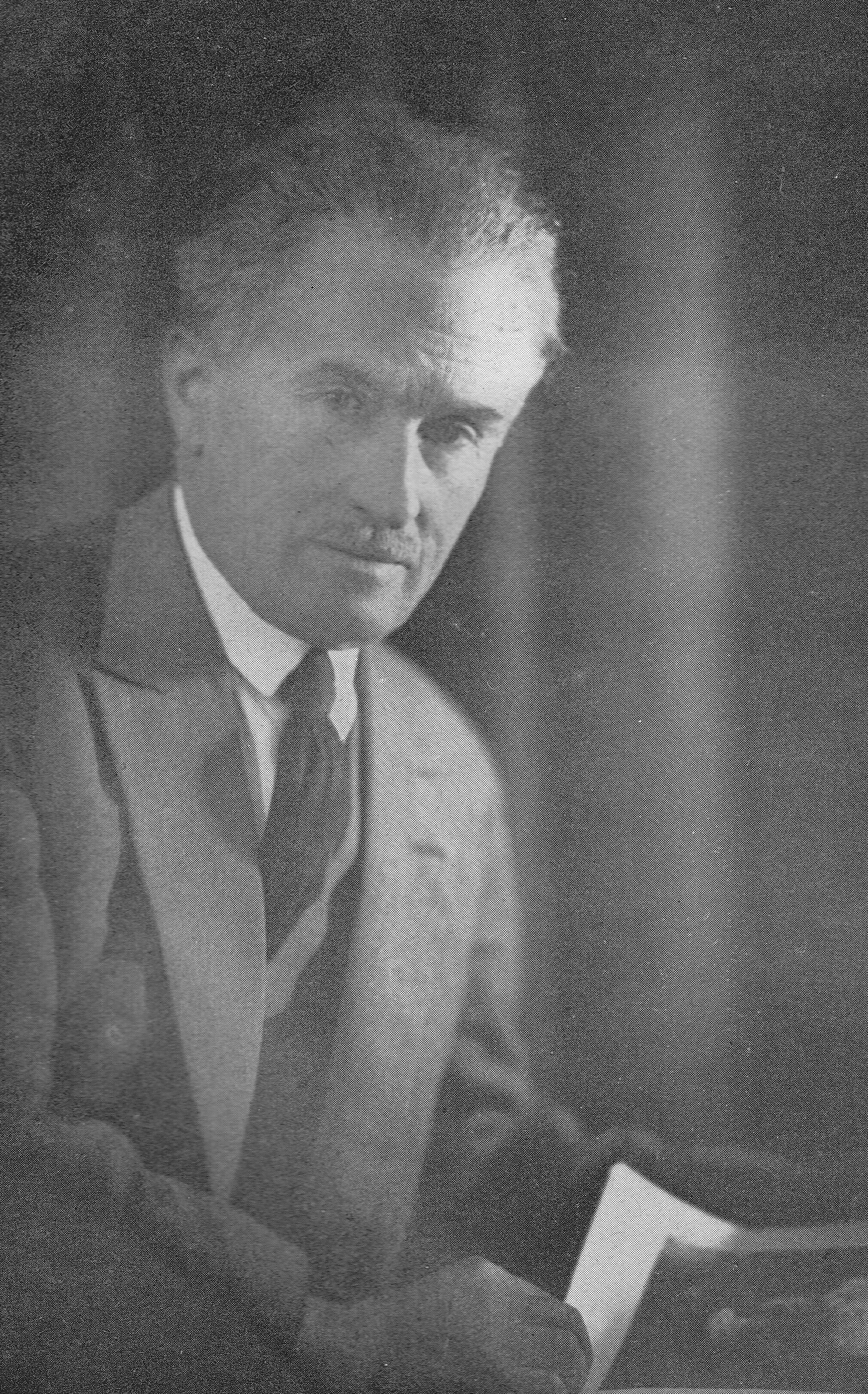
Francesco Chiesa fu tra i promotori delle "Rivendicazioni ticinesi" del 1924, sostenute dall'irredentismo italiano nel Ticino

Il fascismo in Ticino, nonostante gli aiuti finanziari profusi dall'Italia ebbe scarso seguito poiché la popolazione locale era intimamente legata alle proprie istituzioni democratiche. Il 25 gennaio 1934 la cosiddetta "marcia su Bellinzona" che intendeva essere un'imitazione della marcia su Roma, si concluse con un fallimento, anche per il mancato appoggio dei numerosi immigrati italiani di fede fascista. Ciò segnò l'inizio della fine del fascismo ticinese, sempre più screditato anche alla luce di quanto accadeva in Italia. Ad attendere meno di sessanta fascisti ticinesi a Bellinzona (trenta provenienti da Lugano e nemmeno altrettanti da Locarno), vi era una folla di 400 persone, fra le quali gli aderenti a un'associazione segreta antifascista detta "Liberi e Svizzeri" (creata dal Consigliere di Stato socialista Guglielmo Canevascini); inoltre fuori città presero posizione un centinaio di militari della scuola sottufficiali di Bellinzona, il cui intervento non fu necessario.
Nelle elezioni del 1935 i fascisti ticinesi ottennero meno del 1,5% dei voti, e non riuscirono a eleggere un candidato. Dopo l'insuccesso elettorale, il partito non si presentò più alle elezioni.
Nel 1940 i fascisti irredentisti ticinesi avevano come principale ideali lo spostamento del confine italiano fino al Passo del San Gottardo (Catena mediana delle Alpi) e fu progettata un'invasione della Svizzera da parte dell'Asse, sostenuta anche dal loro capo Aurelio Garobbio.
Dopo il 1945 l'irredentismo italiano è scomparso dalla Svizzera, sostituito da una moderata difesa della lingua e cultura italiana all'interno della Confederazione Elvetica (attuata da organizzazioni come la Pro Grigioni Italiano o la Pro Ticino).
Difendendo gli interessi della minoranza italofona nei Grigioni, l'attuale PGI è organizzata su base federativa: conta 10 sezioni sparse su tutto il territorio svizzero. Le sezioni nel Grigioni italiano (Bregaglia, Moesano e Valposchiavo) e a Coira gestiscono un Centro regionale che si avvale di un operatore culturale sostenuto dal governo di Berna.

### L'Adulae gli irredentisti ticinesi
Teresina Bontempi, ticinese, fu la direttrice del giornale L'Adula, insegnante e giornalista, al centro di continue polemiche in Ticino e nella Svizzera tutta, in particolare fra il 1912 e il 1936. L'attività della Bontempi era tesa a strumentalizzare la posizione geografica del Canton Ticino, dipingendolo come povero e arretrato e addossando la colpa del "sottosviluppo" al governo federale. In realtà la situazione economica del Cantone, che pure non era tra le più felici, era migliore di quella della vicina Lombardia, dalla quale provenivano infatti numerosi immigrati.

Mappa delle regioni considerate italiane dagli irredentisti

Assieme a un'amica, Rosetta Colombi, la Bontempi fondò la rivista L'Adula, prendendo il nome della cima che divide il Ticino dalla Svizzera germanofona. La pubblicazione, stampata a Bellinzona, denunciava soprattutto la presunta germanizzazione alla quale andava soggetto il Canton Ticino.
La popolazione svizzero-tedesca nel Canton Ticino con diritto di voto crebbe dallo 0,26% del 1837 al 5,34 del 1920. Per contro gli immigrati italiani, che non avevano diritto di voto, crebbero in queste proporzioni:
- 1850: 6,6%
- 1920: 21,3%[10]

Inoltre dalla fine dell'Ottocento era iniziata un'ondata migratoria italiana diretta soprattutto verso la Svizzera tedesca: 10 000 italiani nel 1860, 202 809 nel 1910.
Successivamente i toni de L'Adula si spostarono verso simpatie irredentiste e, infine, filo-fasciste. Al giornale collaborarono noti esponenti della cultura, non solo ticinese, ma anche del Regno d'Italia: Giuseppe Prezzolini che nel 1912 aprì sulla Voce un dibattito sull'italianità del Ticino e nel 1913 riservò un numero della rivista al tema con la partecipazione fra gli altri di Francesco Chiesa, Giovanni Papini, Giani Stuparich e Scipio Slataper.
Le autorità elvetiche cominciarono a limitare le attività di Teresina Bontempi, prima sospendendo più volte il giornale che stava ottenendo successo specialmente tra gli Italo-svizzeri, quindi allontanandola dall'insegnamento. Nel 1935 fu condannata con l'accusa di irredentismo ad alcuni mesi di prigione, che scontò nel penitenziario di Lugano, e dovette chiedere asilo politico in Italia nel 1936.
Dopo avere promosso la fondazione della Scuola ticinese di coltura italiana e della sezione ticinese della Dante Alighieri, Giuseppe Prezzolini riavviò nella sua la Voce un dibattito a favore della creazione di una Università italiana nel Ticino (cosa che avvenne successivamente solo nel 1996 con la fondazione della Università della Svizzera italiana) per contrastare la presunta "tedeschizzazione" voluta da Berna.
Negli anni trenta furono numerose le adesioni ai "Fasci" della Svizzera da parte di italiani immigrati in Svizzera, ma dopo il 1940 allorché Mussolini studiò piani di invasione della Svizzera queste organizzazioni politiche furono proibite.
Il fascista ticinese Aurelio Garobbio fu promotore dell'organizzazione Giovani Ticinesi. Egli fu in diretto contatto con Gabriele D'Annunzio (nel periodo in cui era Rettore del Carnaro, dopo la prima guerra mondiale), e ipotizzò il tentativo di emularlo a Lugano.
Secondo Orazio Martinetti, Aurelio Garobbio, ticinese di nascita ma milanese di adozione, fu il vero riferimento dell'irredentismo italiano in Svizzera dopo il 1935. Fu il regista di tutta la propaganda anticonfederale da metà anni trenta alla fine del conflitto e fu in continua fuga dalle SS, che tentarono di deportarlo per via della sua visione antitedesca: grande studioso di geopolitica, strategia, cultura e letteratura, fu il 'trait d'union' tra i circoli irredentisti svizzeri, maltesi e corsi. Fu confidente personale di Mussolini sino a pochi giorni dai fatti di Giulino di Mezzegra, quando fu ucciso, tanto da elaborare di persona con lui le ultimissime strategie di difesa (nei primi mesi del 1945, in Valtellina: chiuderla dal Fuentes verso nord, aprirsi un varco allo Stelvio, ridare vigore alle postazioni di Oga (in funzione anti-Alleati); si pensi che lì dietro, oltre le "Termopili italiane", c'era la Svizzera, la cui neutralità tanto criticata risultò fondamentale per questo piano di estrema difesa dei fascisti, che però non ebbe mai luogo.

## Canton Grigioni
Il Canton Grigioni ha risentito minimamente degli ideali risorgimentali. Le comunità di svizzeri italiani dei Grigioni italiani praticamente sono rimaste isolate nelle loro valli alpine e solo a causa dell'avanzata del processo di germanizzazione nell'area di Bivio si è avuta un atteggiamento irredentista.
Infatti durante il Fascismo fu promossa l'azione della docente e giornalista Elda Simonett-Giovanoli, nata in val Bregaglia. Questa insegnante di italiano continuò difendere l'uso dell'italiano a Bivio, unico comune svizzero al di là dello spartiacque alpino dove l'italiano era lingua ufficiale, e per questo motivo ricevette un'onorificenza da parte del presidente della Repubblica Italiana Oscar Luigi Scalfaro.

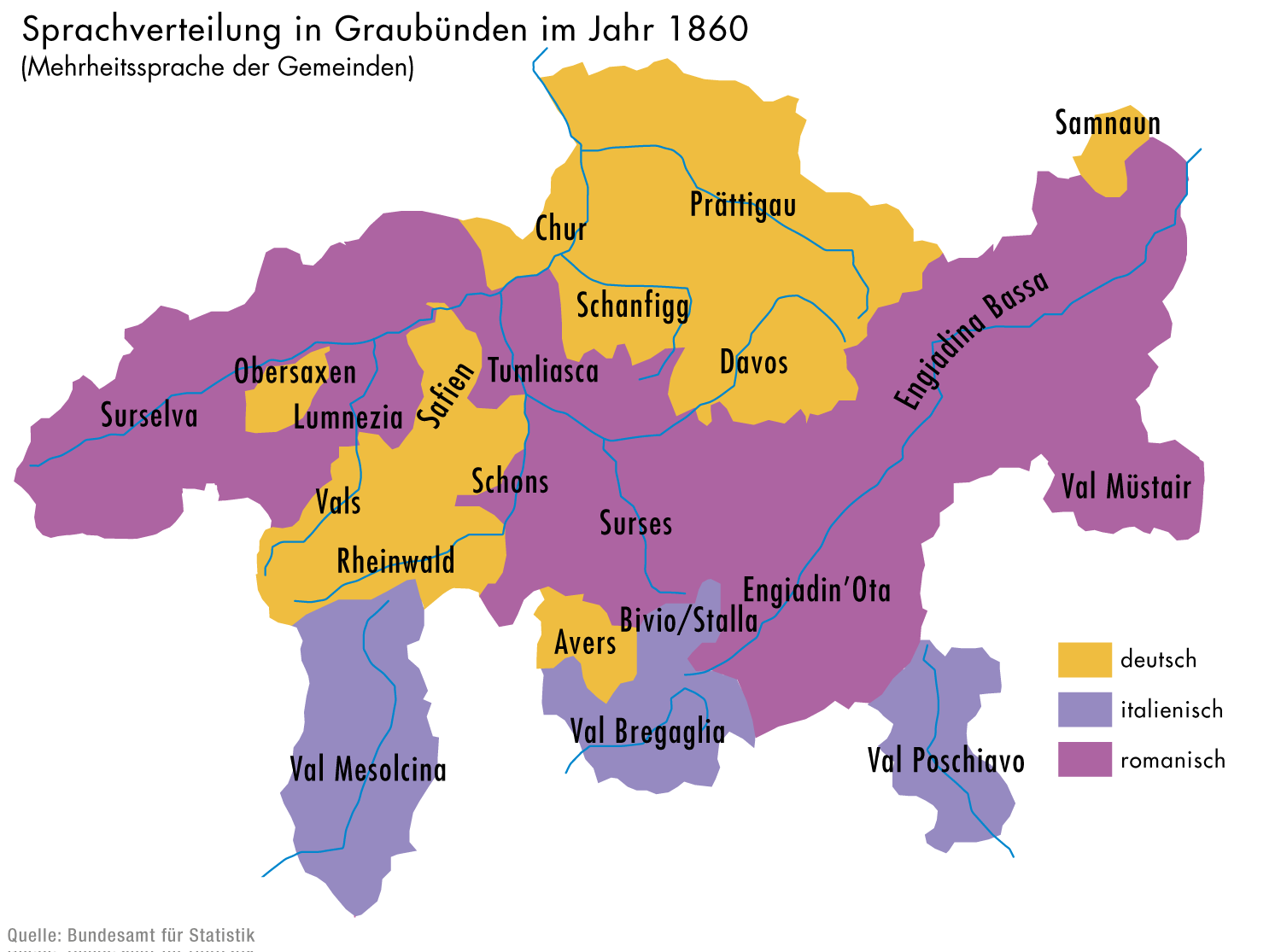
Lingue ufficiali dei Grigioni nel 1860; si noti la successiva crescita del tedesco (in giallo) a scapito del romancio

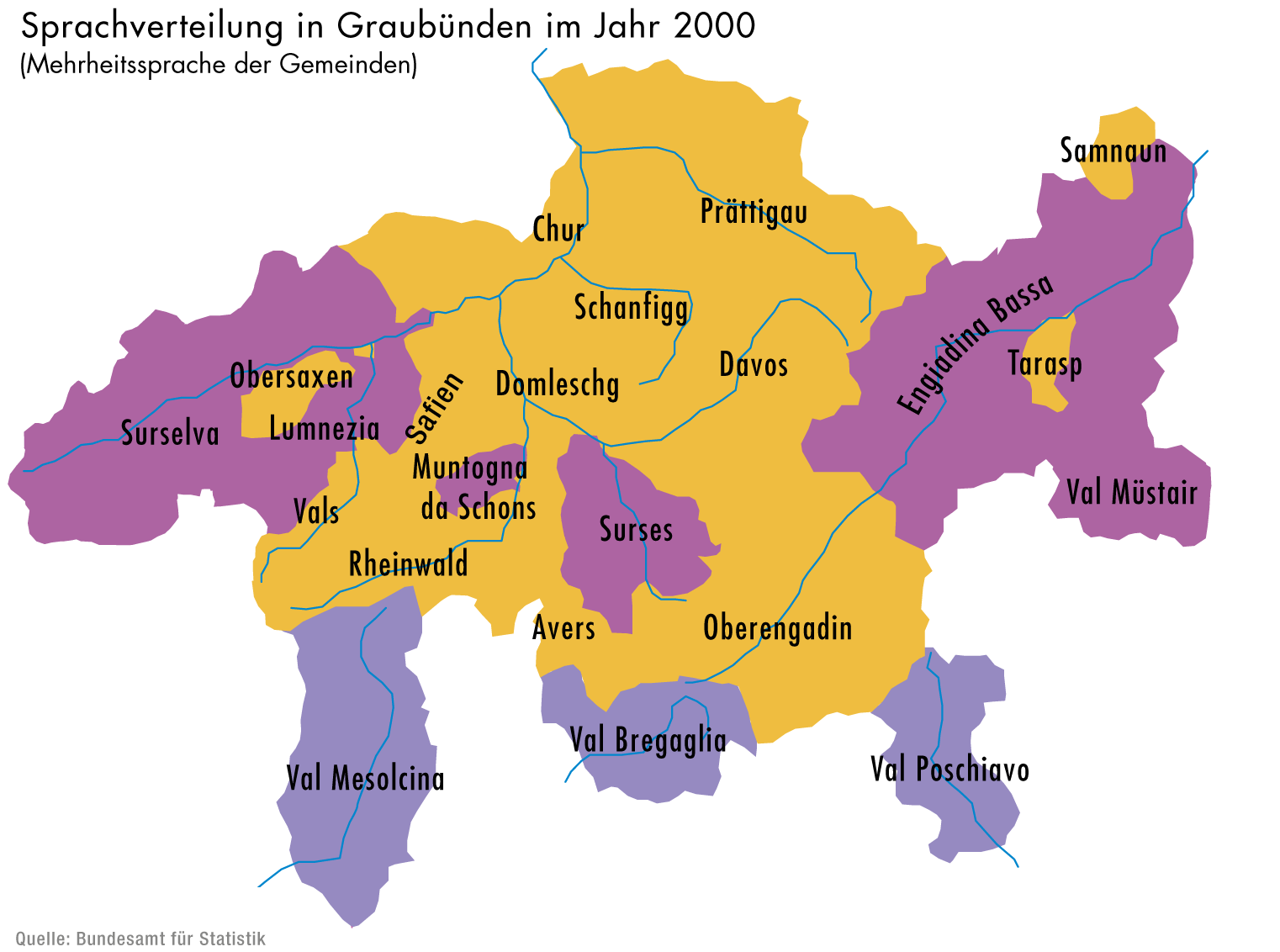
Lingue ufficiali dei Grigioni nel 2000; si noti la riduzione dell'italiano (in grigioazzurro) a Bivio

L'associazione Pro Grigioni Italiano, che stampa tra l'altro l'Almanacco del Grigioni italiano per promuovere l'italianità del Cantone, è un'associazione fondata nel 1918 a Coira, nel Canton Grigioni, con lo scopo di accrescere la solidarietà tra le valli cantonali di lingua italiana (Val Poschiavo, Val Bregaglia, Val Mesolcina, Val Calanca e, sino al 2005, il centro abitato di Bivio). Ha sede a Coira, capoluogo dei Grigioni.
La Pro Grigioni Italiano promuove la lingua e la cultura italiana nel Grigioni italiano, nella Svizzera italiana e nell'intera Svizzera federale. Opera grazie a sussidi della Confederazione e del Cantone dei Grigioni.

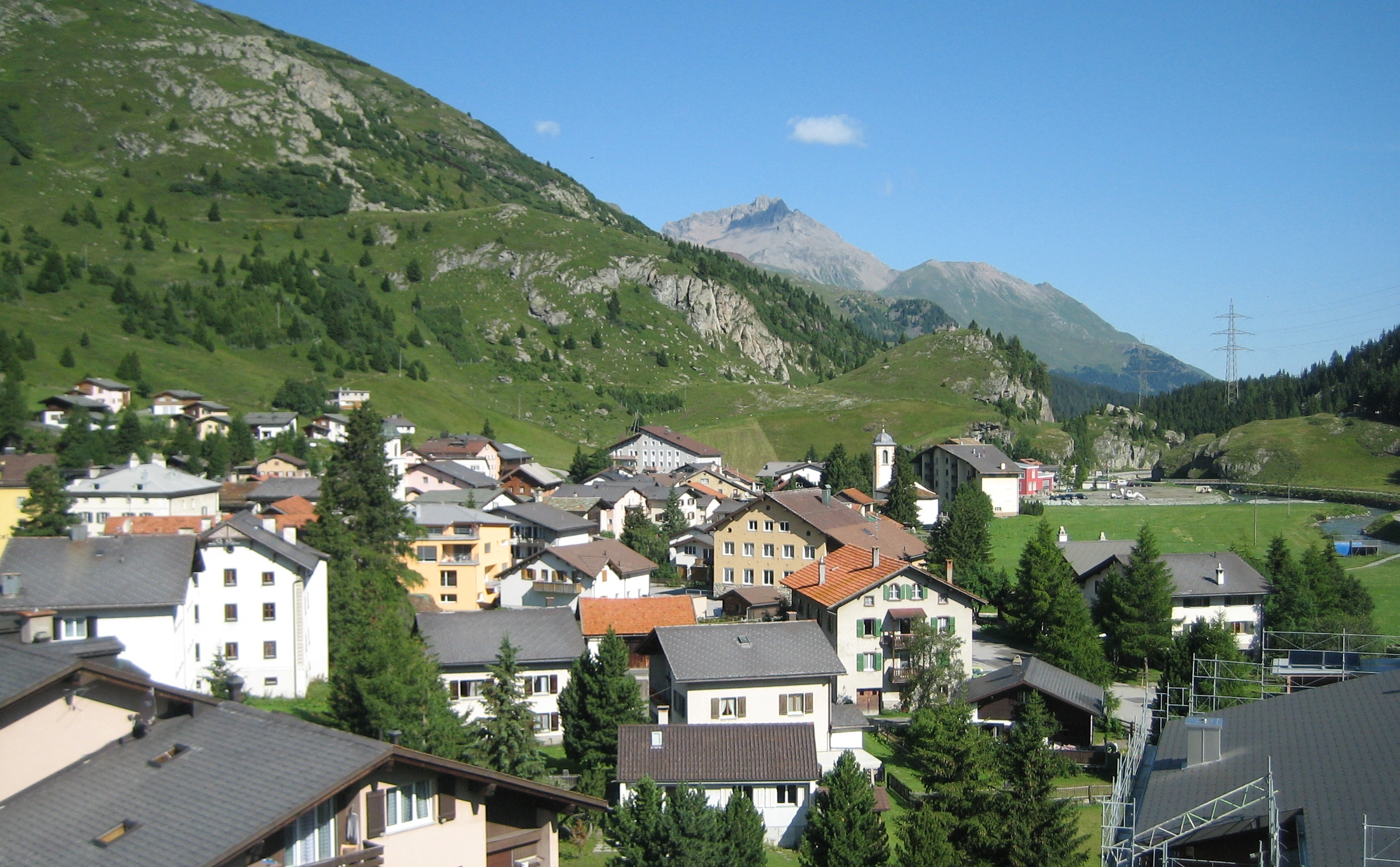
Veduta di Bivio.

### Il caso di Bivio
L'irredentismo, secondo Teresina Bontempi, ha avuto il merito di frenare la presunta germanizzazione della Svizzera italiana nel Novecento, specialmente nel Ticino e nei Grigioni italiani. Solamente a Bivio (comune non situato nel distretto italiano di Val Bregaglia) si è registrato un certo insuccesso, nonostante l'impegno di Elda Simonett-Giovanoli.
Infatti nel 2005 i cittadini di Bivio riuniti in assemblea comunale hanno accolto la proposta di cambiare protocollo e di usare il tedesco invece che l'italiano negli atti comunali. Questa decisione è stata molto avversata dalla Pro Grigioni Italiano, che ha attribuito la causa del cambiamento al fatto che Bivio è l'unico comune italofono in un distretto (distretto di Albula) non di lingua italiana.
L'Italiano del resto è sceso in numero di parlanti a Bivio dall'80% del 1860, al 42% del 1980, al 34% del 1990 e al 29% del 2000. La PGI (Pro Grigioni Italiano) sta cercando di promuovere l'uso dell'italiano a Bivio.
| Lingue a Bivio |                 |                 |                 |                 |                 |                 |
| Lingue         | Censimento 1980 | Censimento 1980 | Censimento 1990 | Censimento 1990 | Censimento 2000 | Censimento 2000 |
| Lingue         | Abitanti        | Percentuale     | Abitanti        | Percentuale     | Abitanti        | Percentuale     |
| Tedesco        | 88              | 36,97 %         | 120             | 53,81 %         | 113             | 55,39 %         |
| Ladino         | 44              | 18,49 %         | 20              | 8,97 %          | 25              | 12,25 %         |
| Italiano       | 100             | 42,02 %         | 76              | 34,08 %         | 60              | 29,41 %         |
| Totale         | 238             | 100 %           | 223             | 100 %           | 204             | 100 %           |

## Cantone Vallese

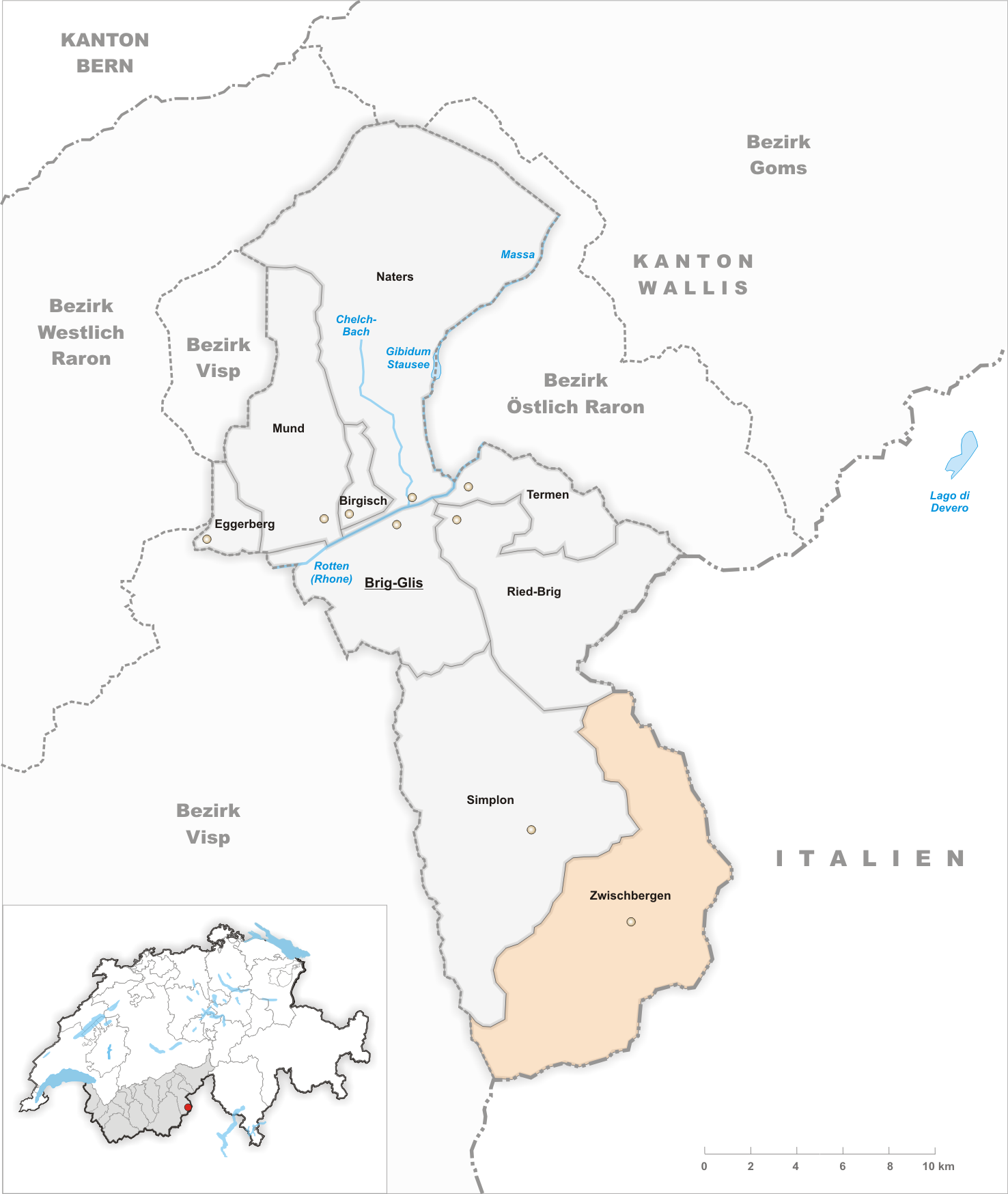
Gondo, nel Cantone Vallese, ora detto "Zwischbergen"

I comuni di Sempione e Gondo (ora chiamato Zwischbergen) nell'alta Val Divedro sono geograficamente italiani. Dopo la cessione di questi territori alla Svizzera da parte del Ducato di Milano, le due comunità rappresentarono il nucleo italiano più importante nel Canton Vallese. Entrambi i comuni rimasero inoltre sotto la giurisdizione del vescovo di Novara fino al 1822, quando le parrocchie passarono alla diocesi di Sion. Anche la vicina città svizzera di Briga (al di là dello spartiacque) aveva un nucleo di madrelingua italiana. 
Queste comunità autoctone di lingua italiana furono progressivamente assimilate, ma ancora nel primo Novecento vi erano alcuni membri a Briga ed a Gondo, che ricevettero l'appoggio dell'irredentista Giuseppe Prezzolini.